# フンボルトペンギン
フンボルトペンギン (Spheniscus humboldti) は、鳥綱ペンギン目ペンギン科フンボルトペンギン属に属する鳥類。

## 分布
チリ北部および中部、ペルー
種小名humboldtiは、フンボルト海流沿岸部に分布することに由来する。
主に北は南緯5度のフォカ島、南緯33度のアルガロッボまでの範囲で繁殖する。南は南緯42度のチロエ島プニウィルで繁殖し、これは前述の範囲から約900キロメートル南方に位置する。大規模な繁殖地としてプンタサンフアン（南緯15度）がある。フンボルト海流が流れ込む南アメリカの沿岸地域に暮らしており、主にペルーのフォカ島（南緯5度）からチリのアルガロボ（南緯33度）にかけて繁殖しているほか、南緯42度のチロエ島にも繁殖地がある。
分布域南端ではマゼランペンギンと同所的に分布する。

## 形態
全長64 - 69センチメートル。頭部から上面は黒い。眼から頸部にかけて半円状の白い斑紋が入る。胸部から腹部は白く、黒い斑点が入りこれには個体変異がある。胸部に1本のみ黒い帯模様が入る。
虹彩は赤褐色。嘴はマゼランペンギンと比較すると太くて長い。嘴は黒く、灰色の筋模様が入る。嘴基部にはピンク色の皮膚が裸出する。後肢は黒く、白やピンク色の斑紋が入る個体もいる。
幼鳥は頭部から頸部・上面は褐色や濃灰色で、帯模様は入らない。

## 分類
野生ではマゼランペンギン、飼育下ではケープペンギンとも種間雑種を形成することからこれらを同種とする説もある。
種小名の humboldti および和名のフンボルトはドイツの地理学者であるアレクサンダー・フォン・フンボルトに由来する。

## 生態
野生での知見は限られ、主に飼育下での知見に基づいている。
協調性はよく、集団繁殖地（コロニー）でも激しく争うことは少ない。飼育下での敵対行動として屈みながら頸部を捻じって片目で交互に相手を見るもしくは頭部の片方を相手に見せる・前のめりになり嘴を相手に向けるなどがある。主にペルーでは1月、チリでは2月に換羽（水を弾く羽毛が生え代わり水中に入ることができない）を行い、約2 - 3週間を風を利用するために海岸の岩の上に集まり消耗を避けるためにほぼ眠って過ごす。遊泳速度は平均時速3.4キロメートルだが、最高時速11キロメートルで泳いだ例もある。ペンギン類としては浅い水深までしか潜水せず27メートル以上潜水することはまれで、最深潜水記録は54メートル。主な潜水時間は1分から2分半で、最長潜水時間は165秒。
チリではサンマ類Scombresox、カタクチイワシ類Engraulis ringens、マイワシ類Sardinops sagaxなどの魚類を食べていたという報告例がある。アルガロッポでは主にカタクチイワシ類を食べるが、マイワシ類・ミナミスルメイカTodarodes filippovaeも食べていたという報告例がある。卵や雛の捕食者としてセチュラギツネ、ペルーカモメ、ミナミトウゾクカモメ、クロコンドルなどが挙げられる。
特定の繁殖期はないが、主に4 - 5月に繁殖を開始することが多い。飼育下では周年繁殖することから、野生でも周年繁殖している可能性も示唆されている。南部個体群では通常年に1回のみ繁殖するが、北部個体群では繁殖・育雛に失敗したペアと約半数の繁殖・育雛に成功したペアが9 - 10月に2度目の繁殖を開始することもある。婚姻様式は一夫一妻制だが、性比に偏りがある飼育環境では一夫多妻・一妻多夫となることもある。死別しなければ前年のペアを解消することは少なく、同じ巣を利用する。飼育下の観察例ではオスよりもメスの方がペアを変更する傾向があるとされる。ペアの形成・維持の決定権がメスにあることが示唆されている。繁殖行動（ディスプレイ）として単独で頭部をやや反らし翼を広げ鳴き声をあげながら前方に移動する（野生100 %・飼育下91.3 %でオスのみ行う）・ペアで向き合い前方に移動せずに同様の行為を行う・オスがメスを翼で叩いたり翼を震わせる・互いにおじぎをするなどが報告されている。
日差しを避けるためにグアノの斜面に穴を掘り巣をつくることもあるが、グアノが採掘された場合は海岸の砂地や海岸の洞窟で繁殖することもあるが海岸では高波による浸水などにより繁殖成功率は低下する。野生ではメスの巣材集めをした報告例はなく、飼育下では約81.5 %の巣ではオスのみが巣材を集める。2個の卵を産み、産卵間隔は2 - 3日。雌雄共に抱卵し、抱卵期間は平均40.7日。繁殖成功率は環境による変動が大きく、平均で1つの巣で1.3羽。エルニーニョが発生すると獲物の回遊範囲が変化することで繁殖地周辺に獲物がいなくなり、親鳥が獲物を探すために遠方まで移動し帰れなくなるほどの距離まで移動してしまうと残された片親が繁殖を放棄し雛が餓死してしまう。エルニーニョ発生時には繁殖成功率が0.1羽以下まで激減することもある。北部個体群では最大で年あたり4羽の個体が巣立つ可能性もあるが、4羽全てが巣立つことはまれとされる。雛同士で群れ（クレイシ）を形成しない。一生を巣と海を往復して過ごす。トンネルを掘り巣にするほか、海岸の洞窟や丸石の間などを利用するが、ときには地表面にも巣を作るときがある。卵を2個産み、40日ほどで孵化する。
平均寿命は25年ほどといわれている。

## 人間との関係
グアノ採掘による産卵地の破壊、漁業による食物の競合や混獲、卵も含む食用・漁業の餌用の狩猟などにより生息数は減少している。エルニーニョ、繁殖地での人間による攪乱や巣の踏み付け、人為的に移入されたイヌ（雛はクマネズミ・ドブネズミも）による捕食、原油流出などによる影響も懸念され、生息数が減少したことでクルペオギツネやカモメ類・コンドル類といった在来種の捕食も脅威となっている。1982年以前の生息数は16,000 - 20,000羽、1987年における生息数は10,000羽と推定されている。一方で2003年におけるチリのチャニャラール島の生息数は成鳥22,000羽・未成熟個体117羽・雛3,600羽という報告例があり、生息数が減少していることは確かであるが繁殖に協調性がないため生息数を把握することが困難とされている。1981年に、ワシントン条約附属書Iに掲載されている。
本来の生息地である南米では、産卵場の環境破壊、餌の魚の乱獲など人為的影響やエルニーニョなどにより個体数の減少している。
日本では1915年に初めて恩賜上野動物園に寄贈された個体が飼育され、これは日本国内ではペンギン目全体としても初の飼育例とされる。第二次世界大戦以前のペンギン目に関する飼育記録は限られるが、本種の飼育下繁殖には成功していたとされる。第二次世界大戦以降では1953年に東山動物園が飼育下繁殖に成功したとされる。日本では1996年現在、70施設で1,162羽（ペンギン目全体での飼育個体数は約2,400羽）が飼育されている。
野生種は2005年には約1万羽にまで減少したとされる。国際自然保護連合 (IUCN) のレッドリストで絶滅の危機が増大している「危急」 (VU - Vulnerable) に指定されている。またワシントン条約付属書Iに指定されており、取引が厳しく制限されている。
フンボルトペンギンは、南アメリカ沿岸地域の温帯に生息しており、日本の気候で飼育しやすいため、水族館や動物園で見かけることが多い。日本でもっとも飼育頭数の多いペンギンであり、飼育頭数は70以上の施設で1600羽を超えているといわれ、日本での飼育頭数が全生息数の約1割を占める。この数は世界的にみても大きな数である。飼育しやすい日本の気候に加えて停電で孵卵器が停止することのない優れた日本の電力事情、孵卵器で雛を孵す技術や病気の治療法を確立させ、順調に繁殖させてきた背景がある。
絶滅危惧種である一方で、日本の動物園では増えすぎが問題となっている。そのため、現在は産卵された卵の9割を石膏や紙粘土などで作った擬卵とすりかえて繁殖を抑制する事態になっているという。もっとも、他の国々では飼育しにくいペンギンであるといわれ、日本の様に大量に増えて飼われている国の方が珍しい。このような経緯で、2006年現在ではチリの飼育担当者が来日して研修を受けたり、チリへ孵卵器を送ったり、など、日本の繁殖技術を南米に移植する動きが出ている。

## 画像

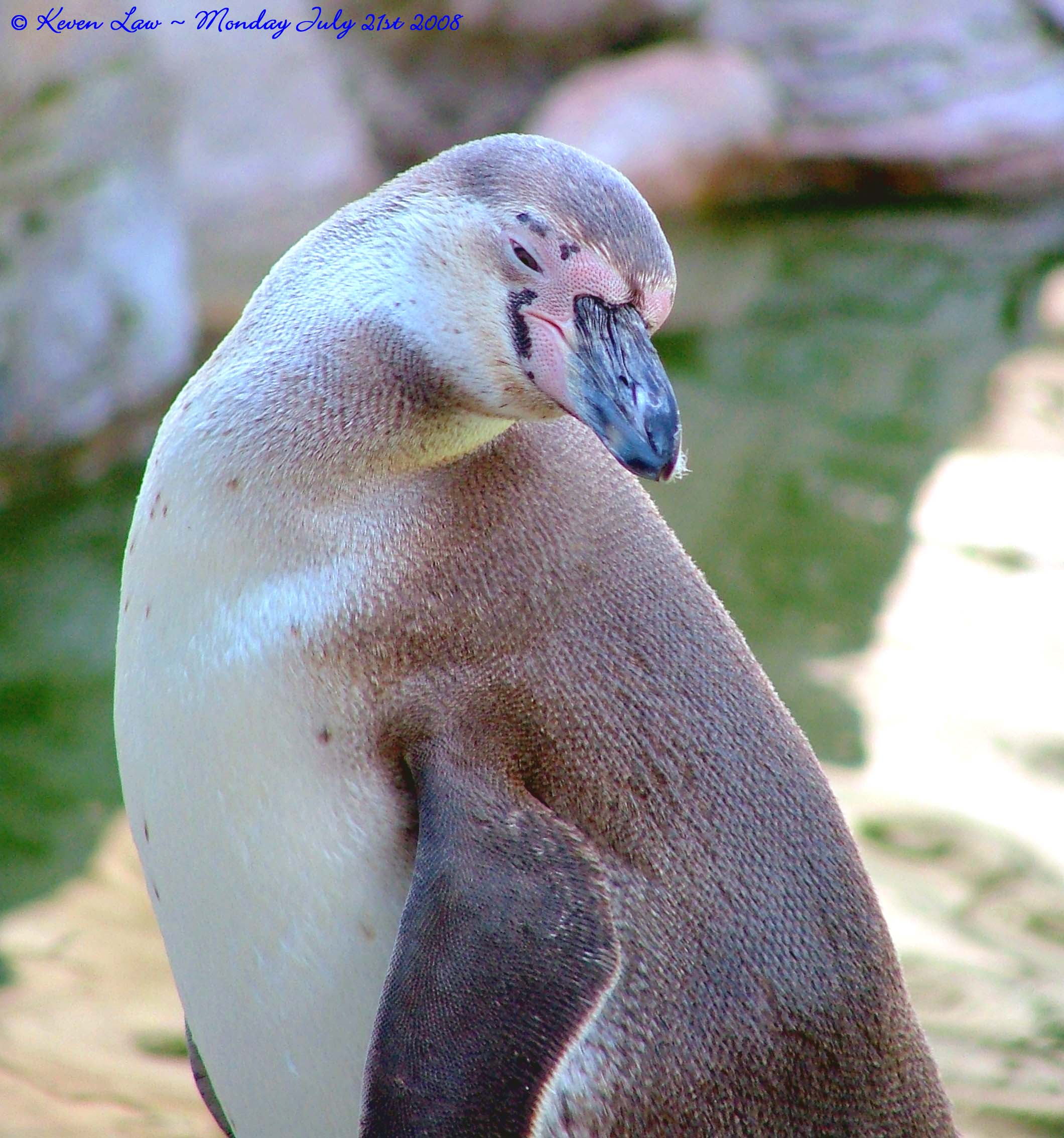
幼鳥
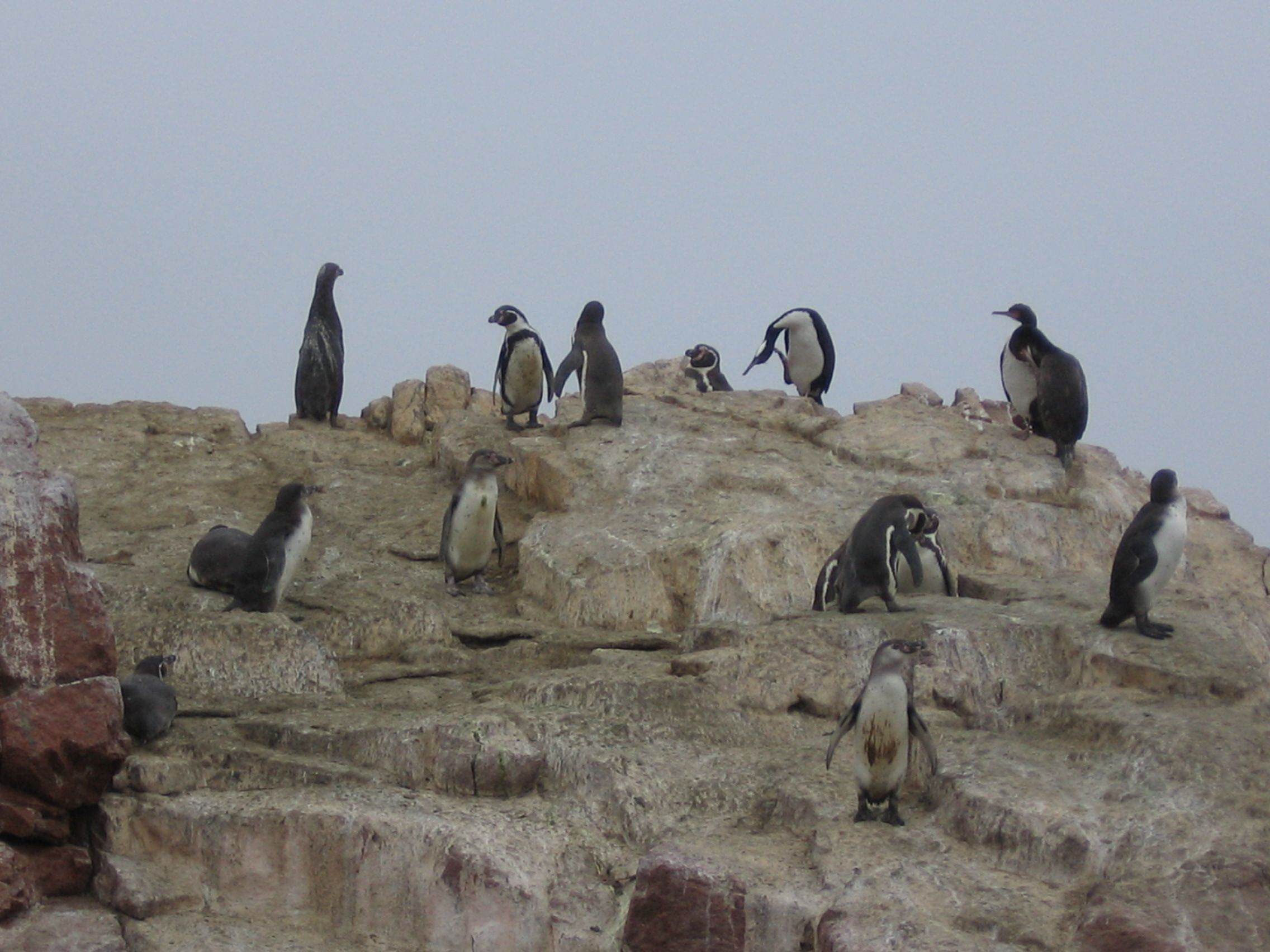
繁殖地
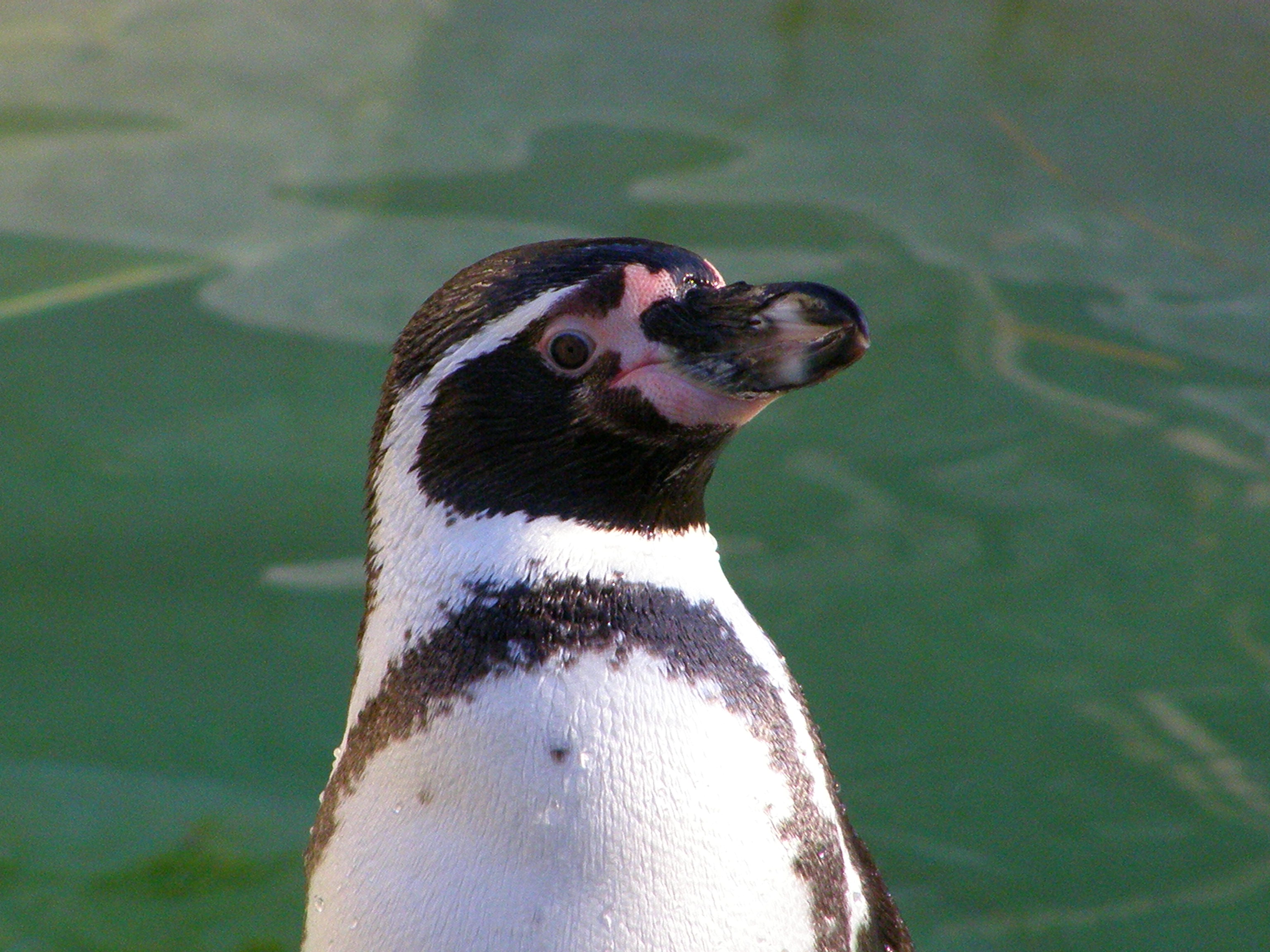
上半身の写真
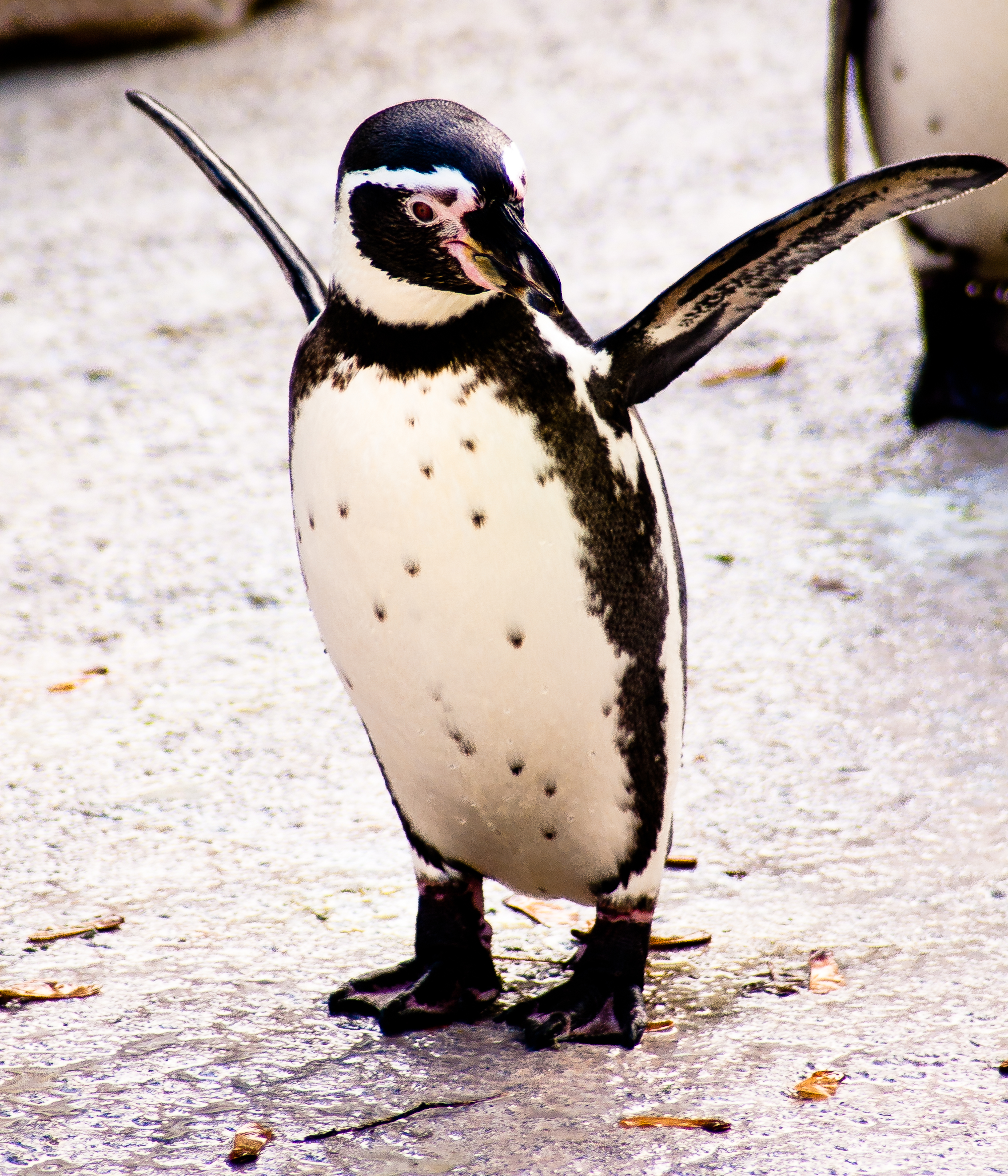
コーンウォールの動物園のフンボルトペンギン
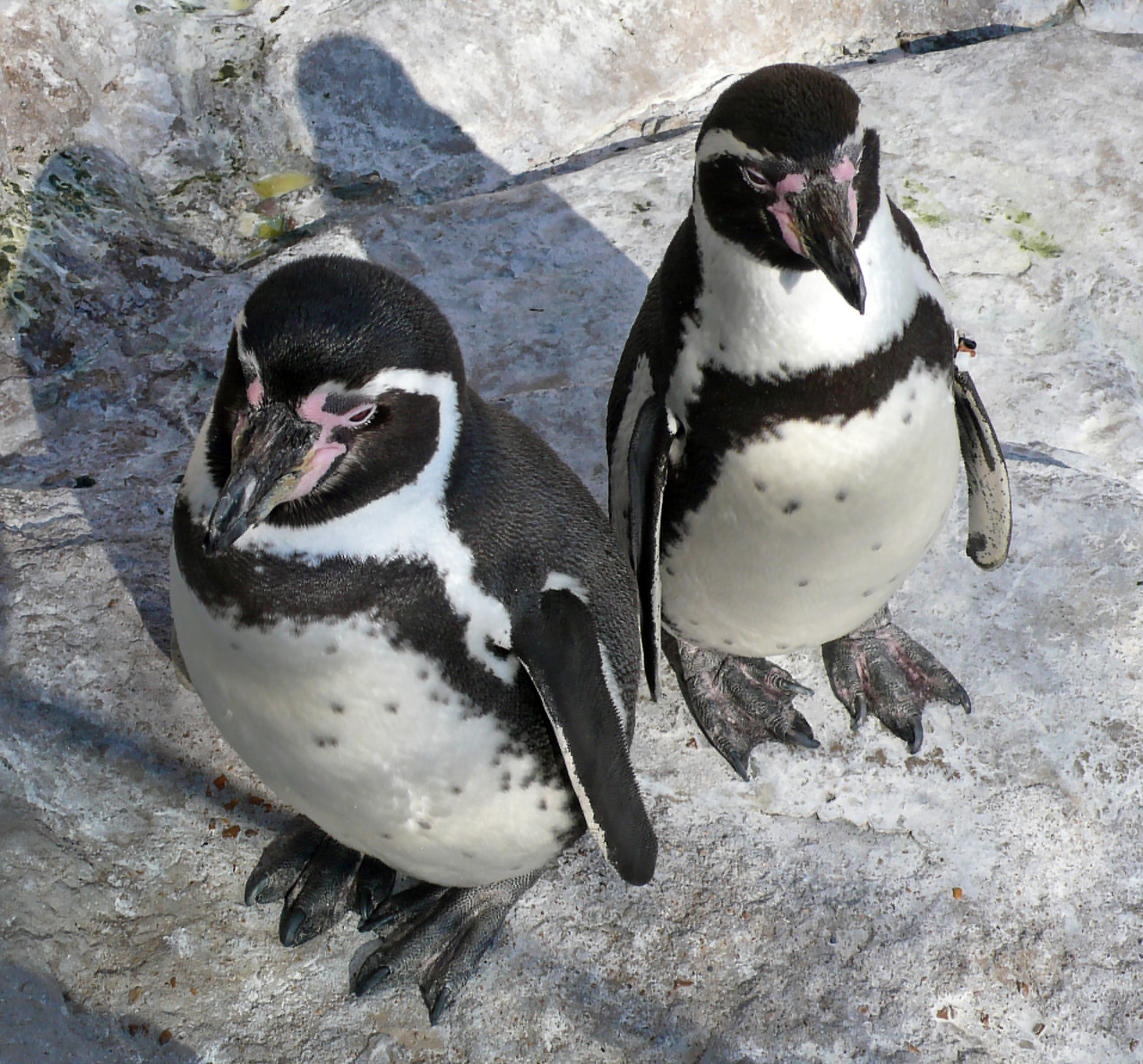
セントルイス動物園
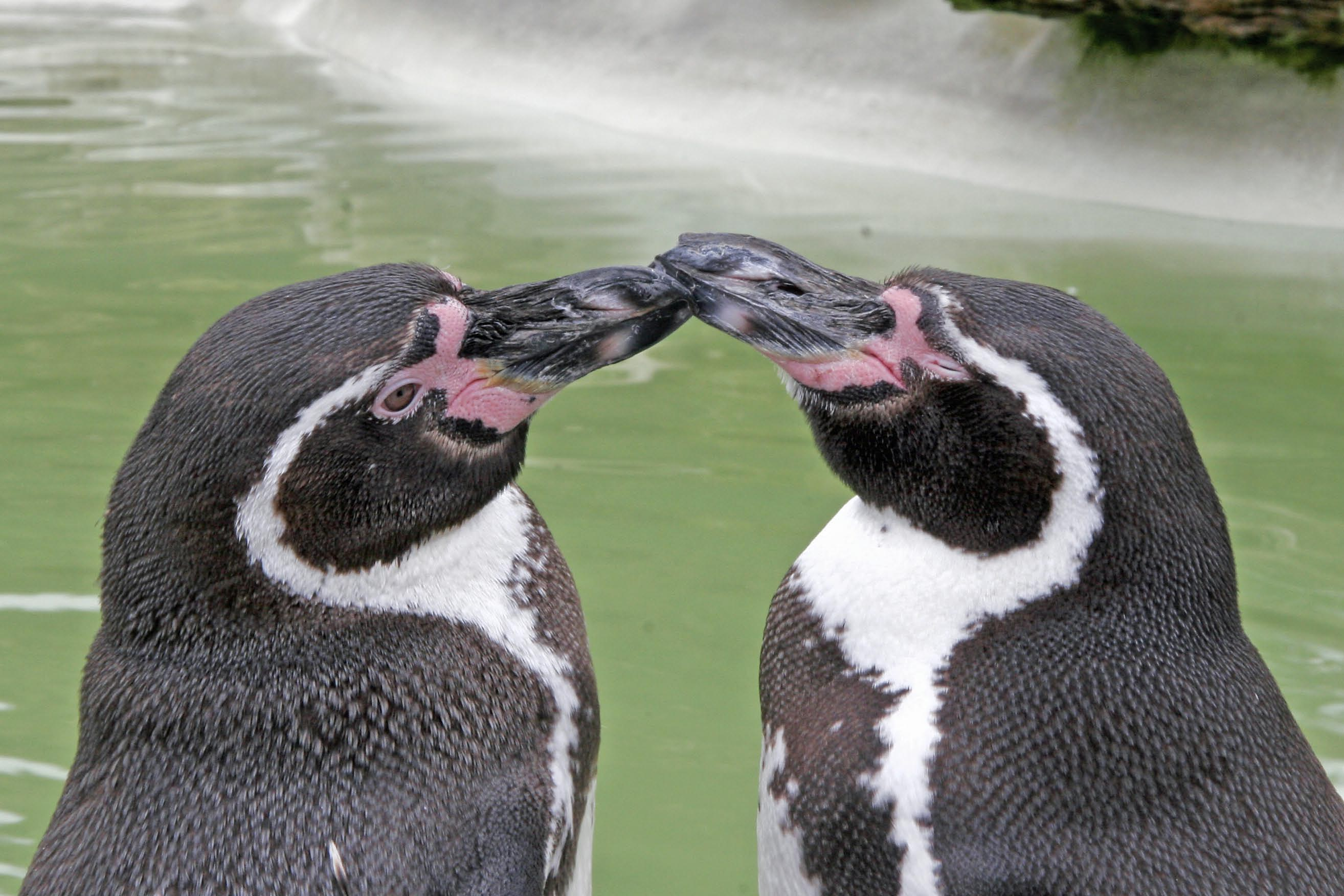
コッツウォルズの野生動物公園のつがい。キスをしている。
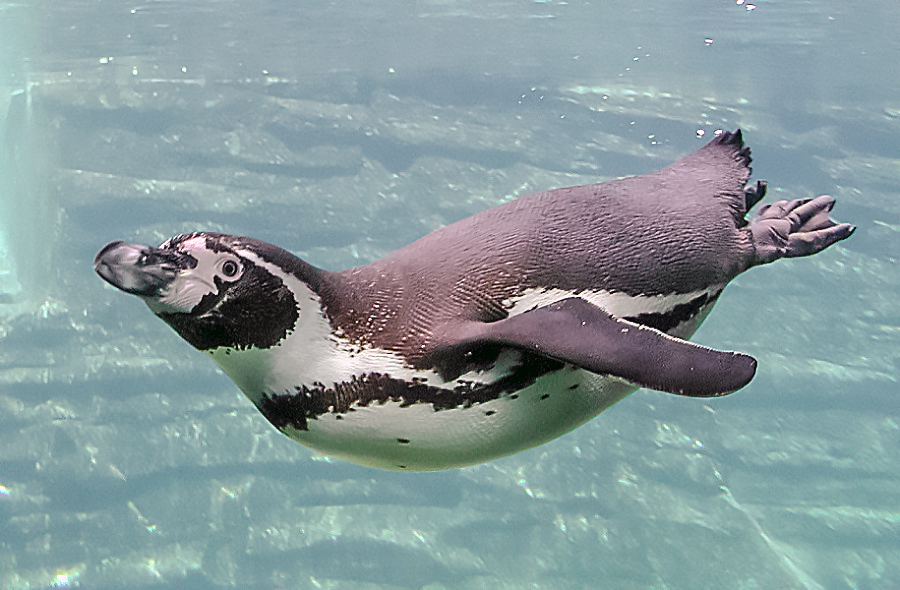
水泳中
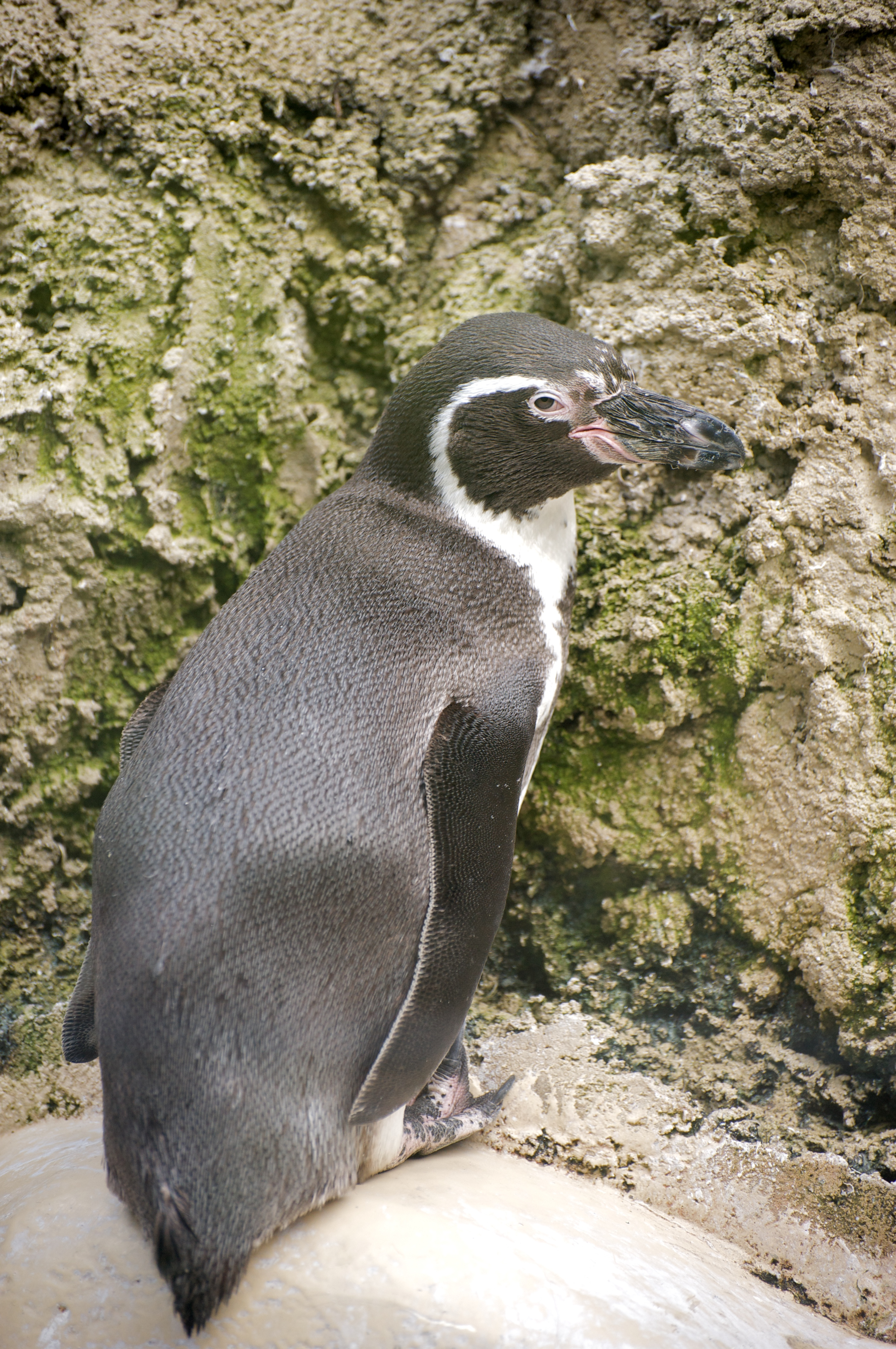
後ろ姿から
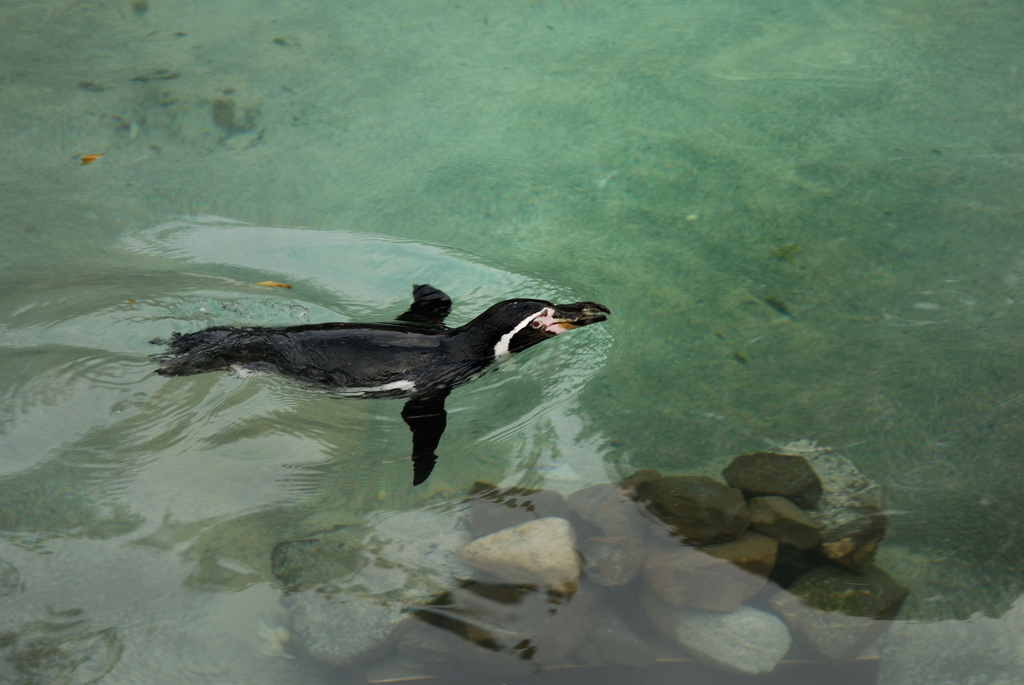
ダブリン動物園
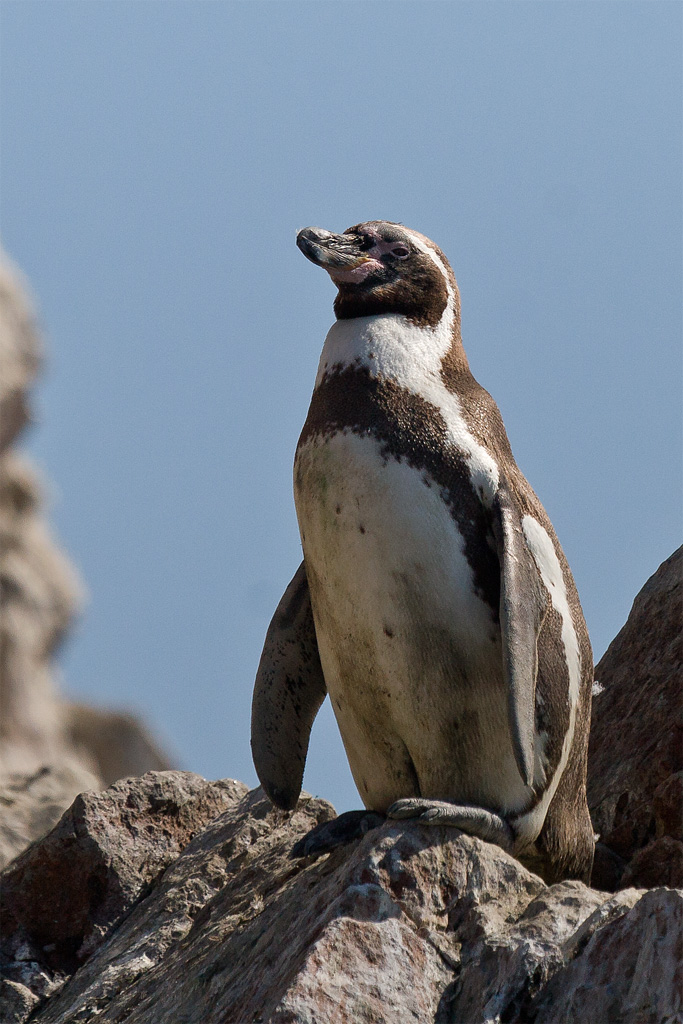
岩の上で休むフンボルトペンギン
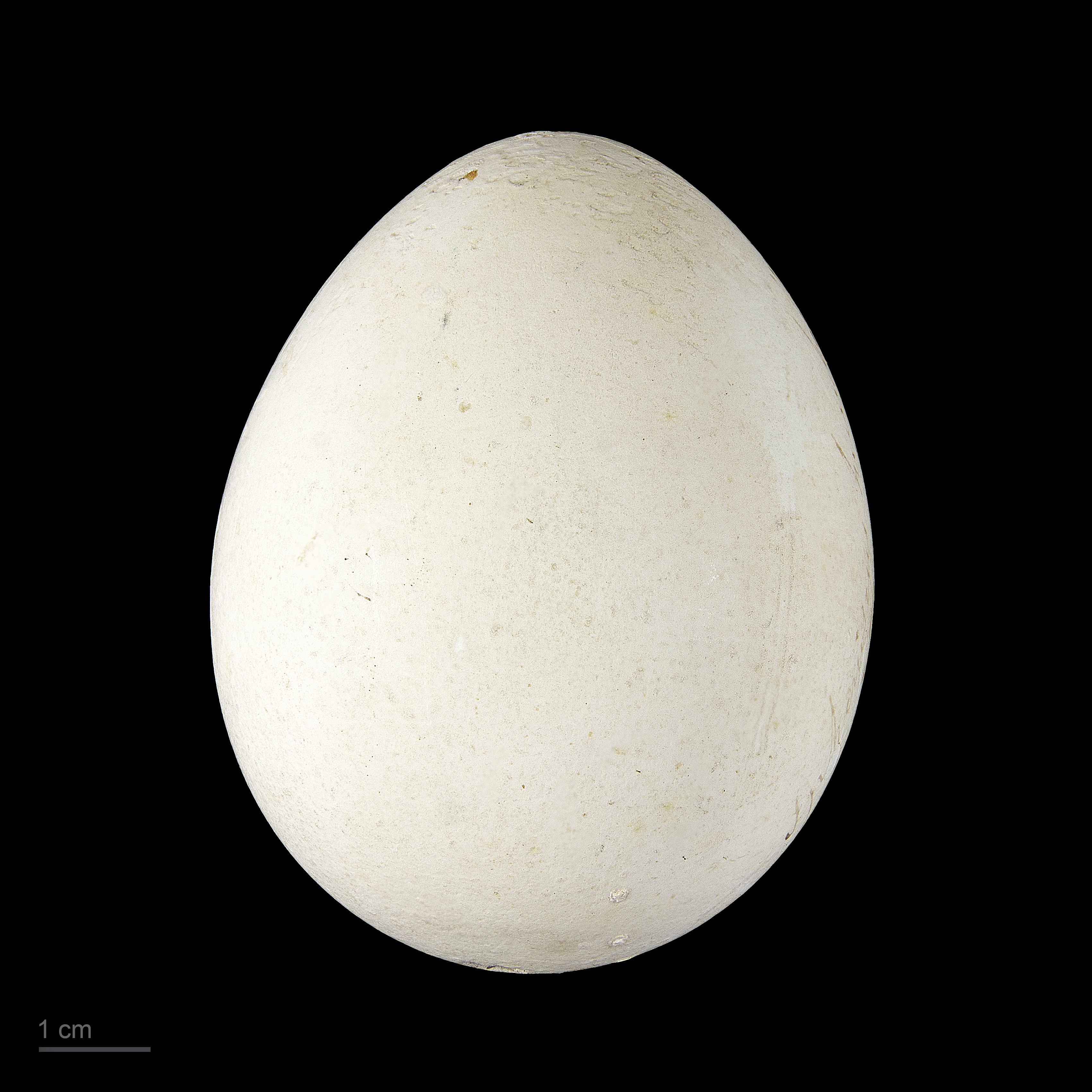
Museum specimen